# Alba (Piemont)
Alba (piemontiul: Arba) település Olaszországban, Piemont régióban, Cuneo megyében. Lakosainak száma 31 210 fő (2023. január 1.). Alba Barbaresco, Benevello, Borgomale, Castiglione Falletto, Corneliano d’Alba, Diano d’Alba, Grinzane Cavour, Guarene, La Morra, Monticello d’Alba, Piobesi d’Alba, Roddi, Serralunga d’Alba, Treiso, Trezzo Tinella, Neive és Rodello községekkel határos.

## Népesség
A település népessége az elmúlt években az alábbi módon változott:

| 2023 | 31 210 |